# Хатај (вилајет)
Хатај (тур. Hatay ili) је вилајет у Турској. Популација вилајета износи 1.448.418 становника. Административни центар вилајета је град Антиохија.